# Эксидёй (Дордонь)
Эксидёй (фр. Excideuil) — коммуна во Франции, находится в регионе Аквитания. Департамент — Дордонь. Административный центр кантона Иль-Лу-Овезер. Округ коммуны — Перигё.
Код INSEE коммуны — 24164.

## География

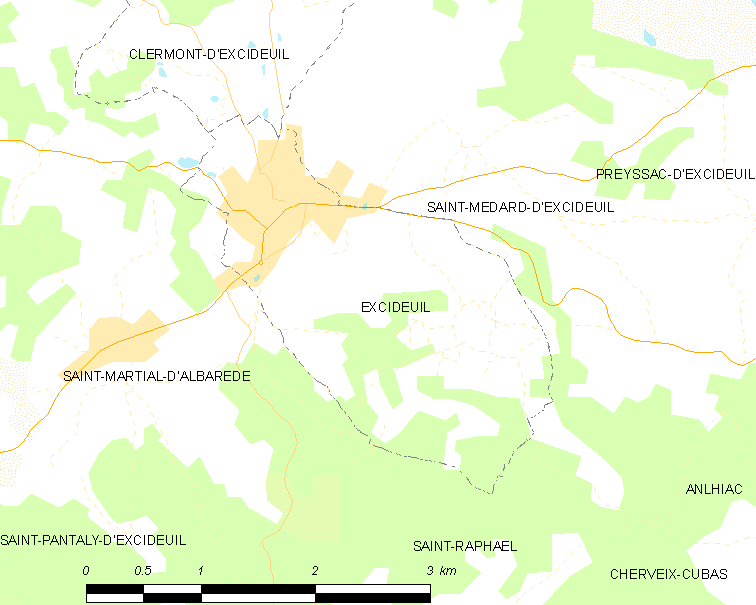
Карта коммуны

Коммуна расположена приблизительно в 410 км к югу от Парижа, в 150 км северо-восточнее Бордо, в 41 км к северо-востоку от Перигё.
По территории коммуны протекает река Лу.

### Климат
Климат умеренный океанический со средним уровнем осадков, которые выпадают преимущественно зимой. Лето здесь долгое и тёплое, однако также довольно влажное, здесь не бывает регулярных периодов летней засухи. Средняя температура января — 5 °C, июля — 18 °C. Изредка вследствие стечения неблагоприятных погодных условий может наблюдаться непродолжительная засуха или случаются поздние заморозки. Климат меняется очень часто, как в течение сезона, так и год от года.

## Население
Население коммуны на 2010 год составляло 1226 человек.
| 1962 | 1968 | 1975 | 1982 | 1990 | 1999 | 2010 |
| ---- | ---- | ---- | ---- | ---- | ---- | ---- |
| 1578 | 1660 | 1663 | 1535 | 1414 | 1320 | 1226 |

## Администрация
| Период | Период | Фамилия       | Партия                  | Примечания                                                       |
| ------ | ------ | ------------- | ----------------------- | ---------------------------------------------------------------- |
| 1994   | 1995   | Поль Клержери |                         |                                                                  |
| 1995   | 2008   | Арно Ле Гай   |                         | адвокат                                                          |
| 2008   | 2012   | Серж Микуро   | беспартийный            | директор банка                                                   |
| 2012   | 2014   | Клод Боссави  |                         | пенсионер, член сельскохозяйственной палаты                      |
| 2014   | 2020   | Анни Седан    | Социалистическая партия | пенсионер, директор школы; генеральный советник кантона (с 2012) |

## Экономика
В 2010 году среди 610 человек трудоспособного возраста (15—64 лет) 426 были экономически активными, 184 — неактивными (показатель активности — 69,8 %, в 1999 году было 67,7 %). Из 426 активных жителей работали 380 человек (197 мужчин и 183 женщины), безработных было 46 (21 мужчина и 25 женщин). Среди 184 неактивных 45 человек были учениками или студентами, 94 — пенсионерами, 45 были неактивными по другим причинам.

## Достопримечательности
- Средневековая церковь Св. Фомы. Исторический памятник с 1926 года.[5]
- Замок Эксидёй[фр.] (XI век). Исторический памятник с 2014 года.[6]
- Дом XVIII века. Исторический памятник с 1948 года[7]

## Города-побратимы
- Мурильо-де-Рио-Леса (Испания)

## Фотогалерея

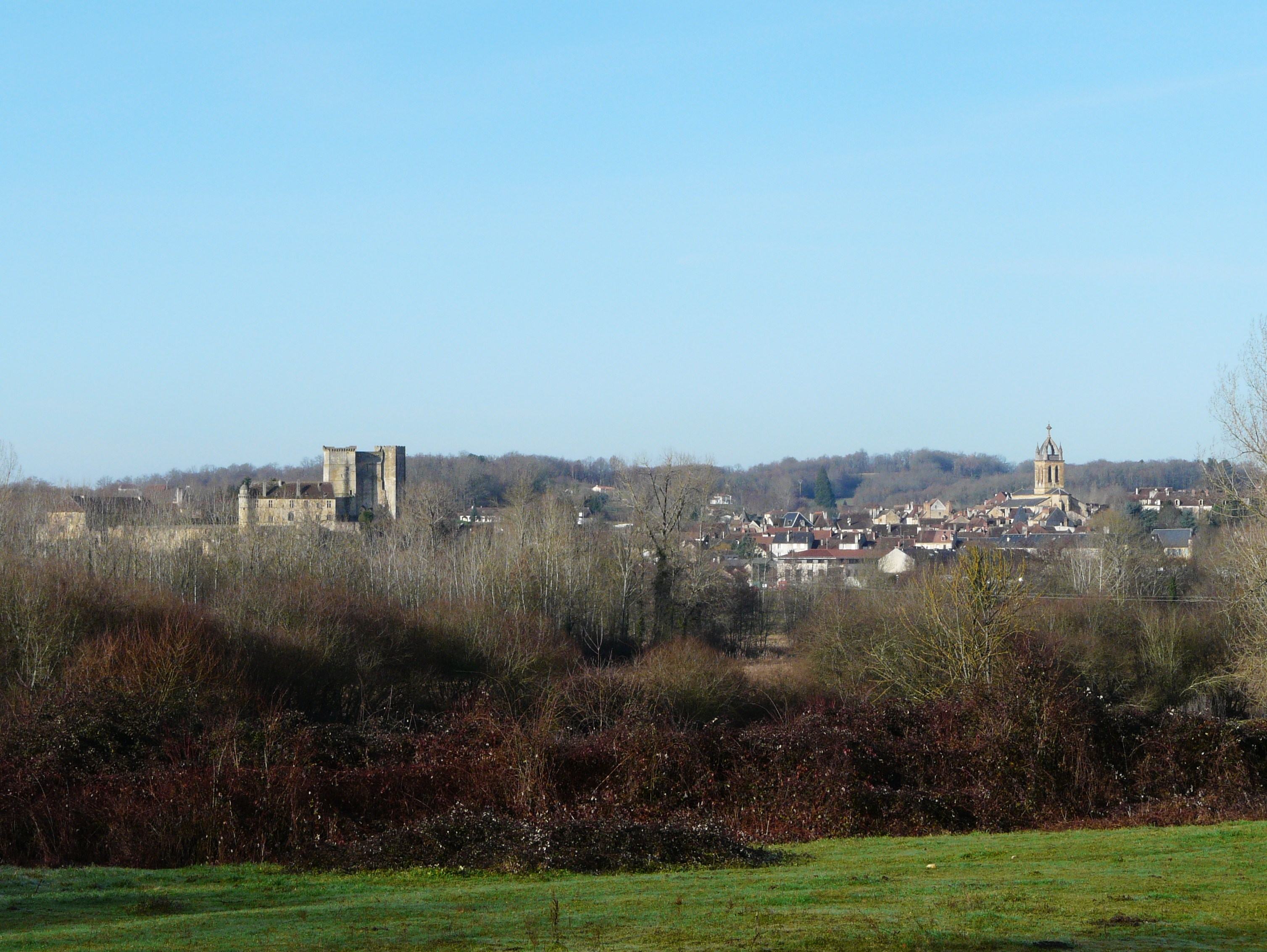
Эксидёй
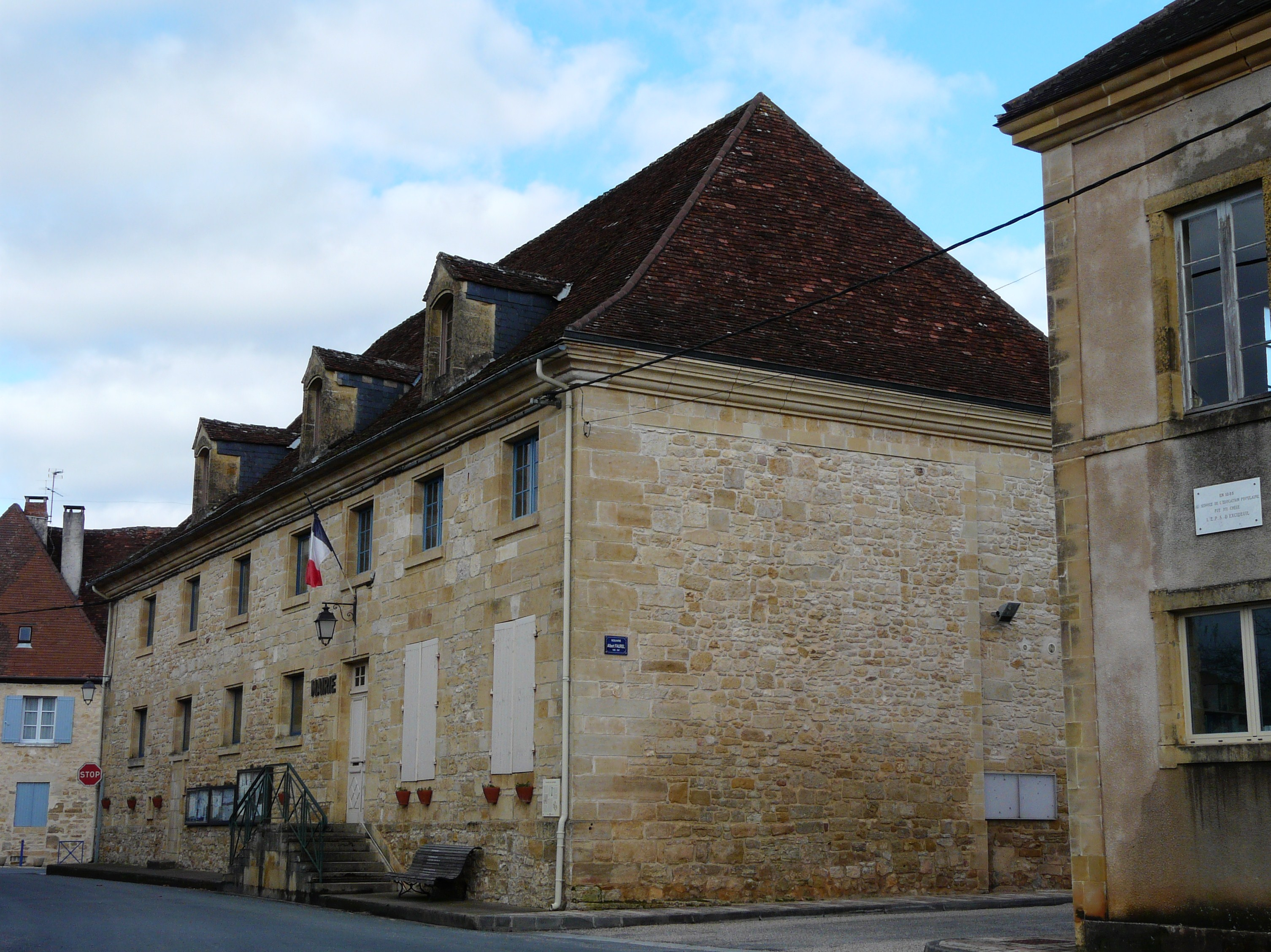
Мэрия
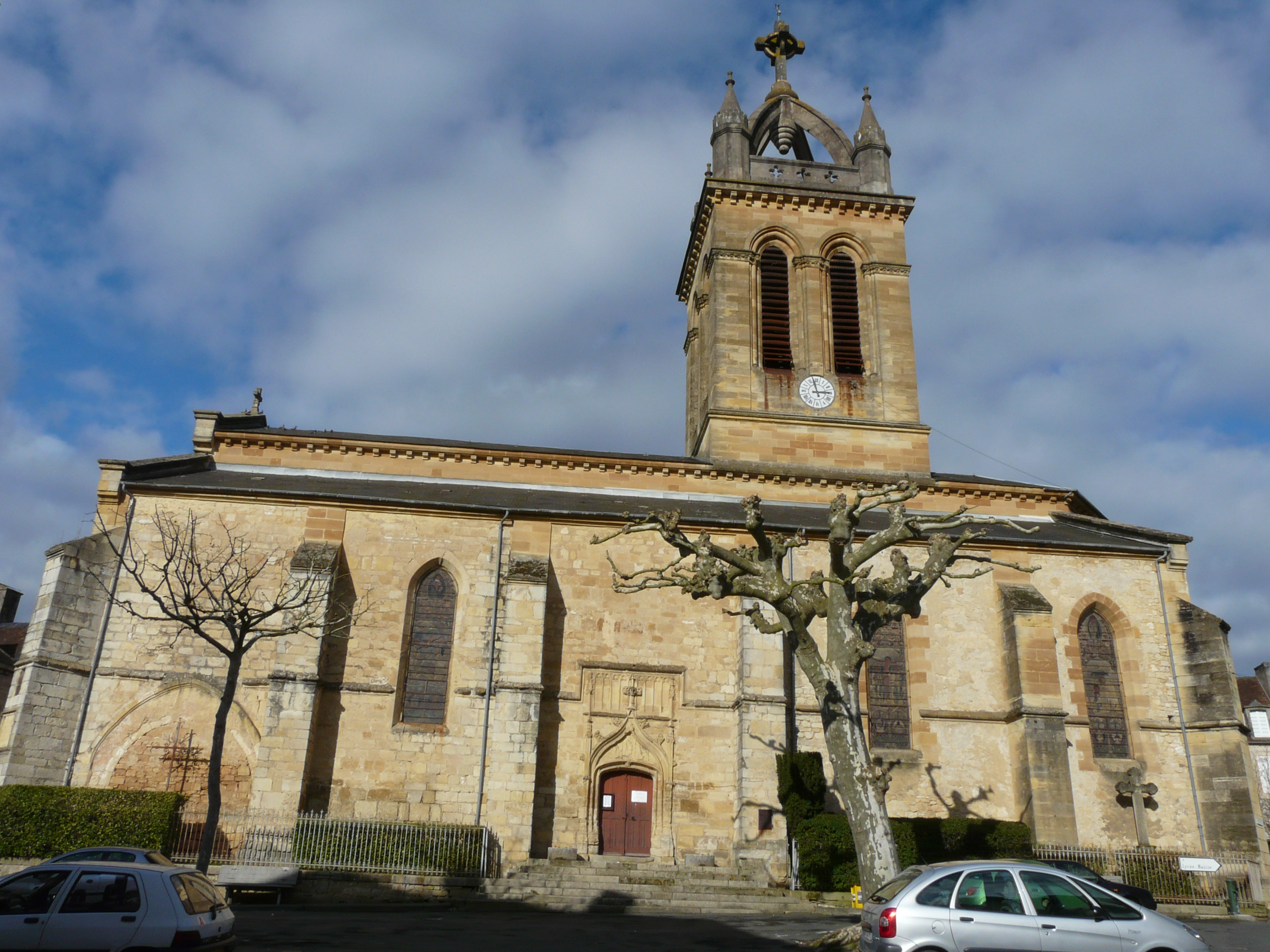
Церковь Св. Фомы
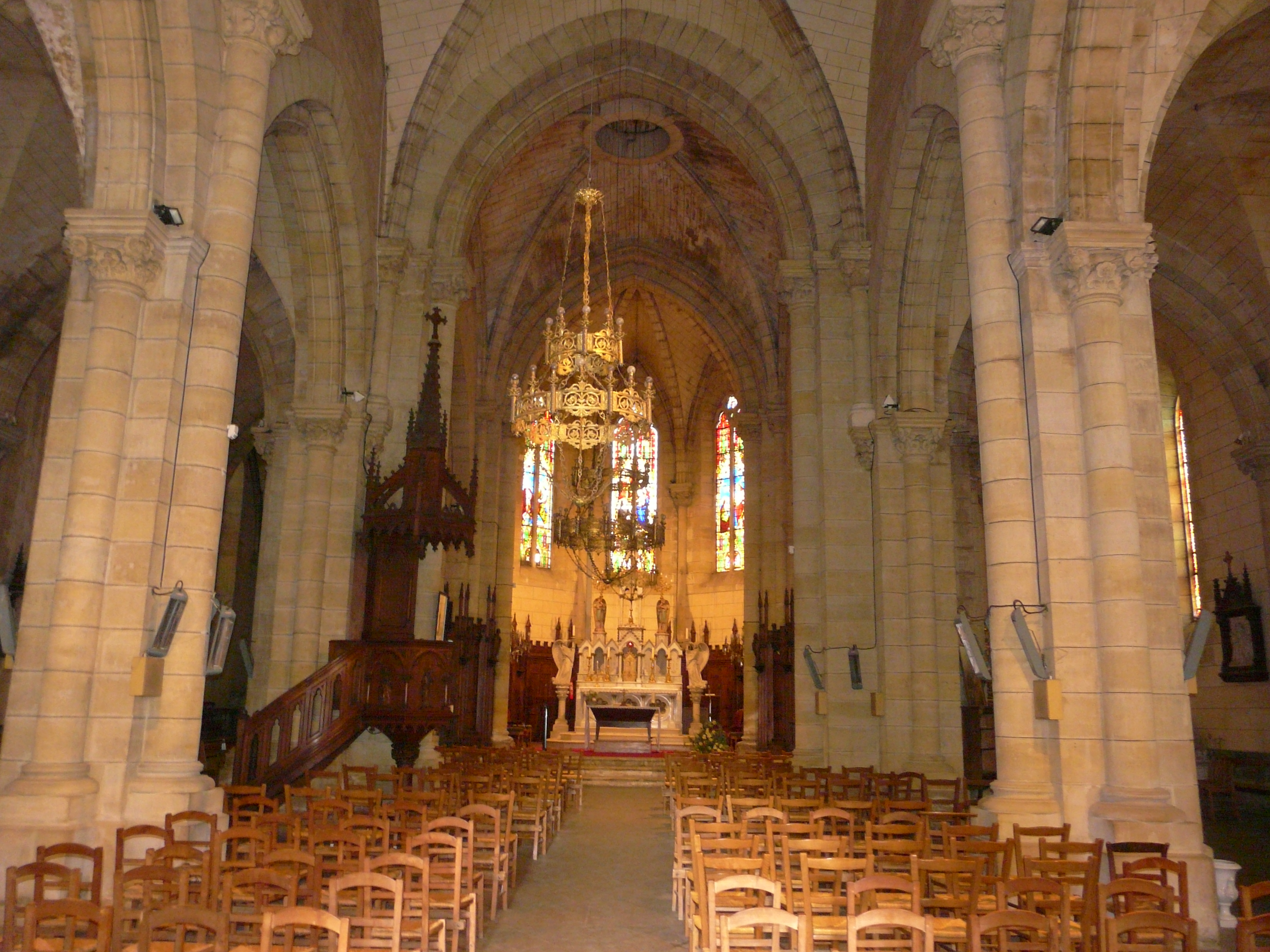
Интерьер церкви Св. Фомы
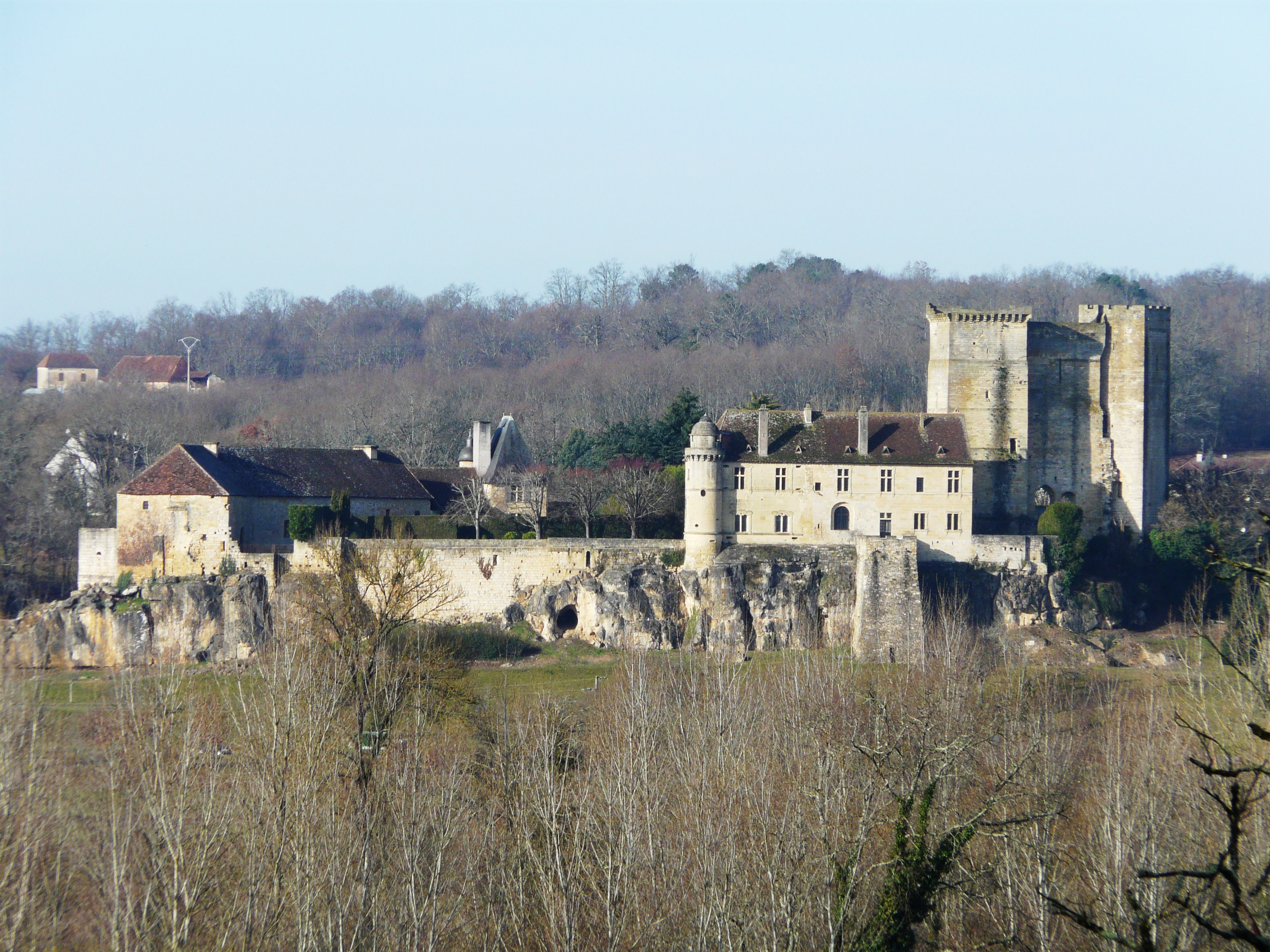
Замок Эксидёй
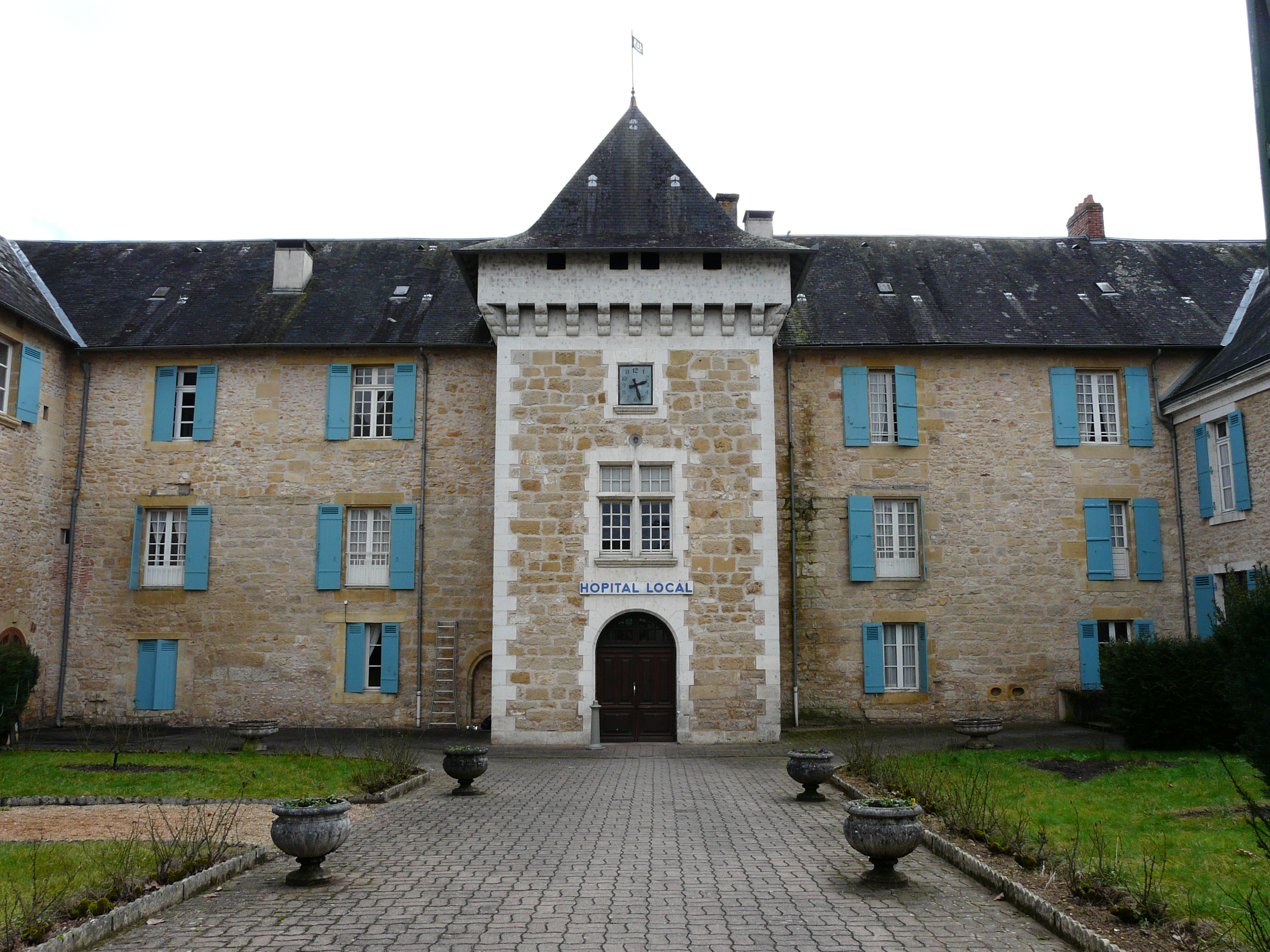
Госпиталь
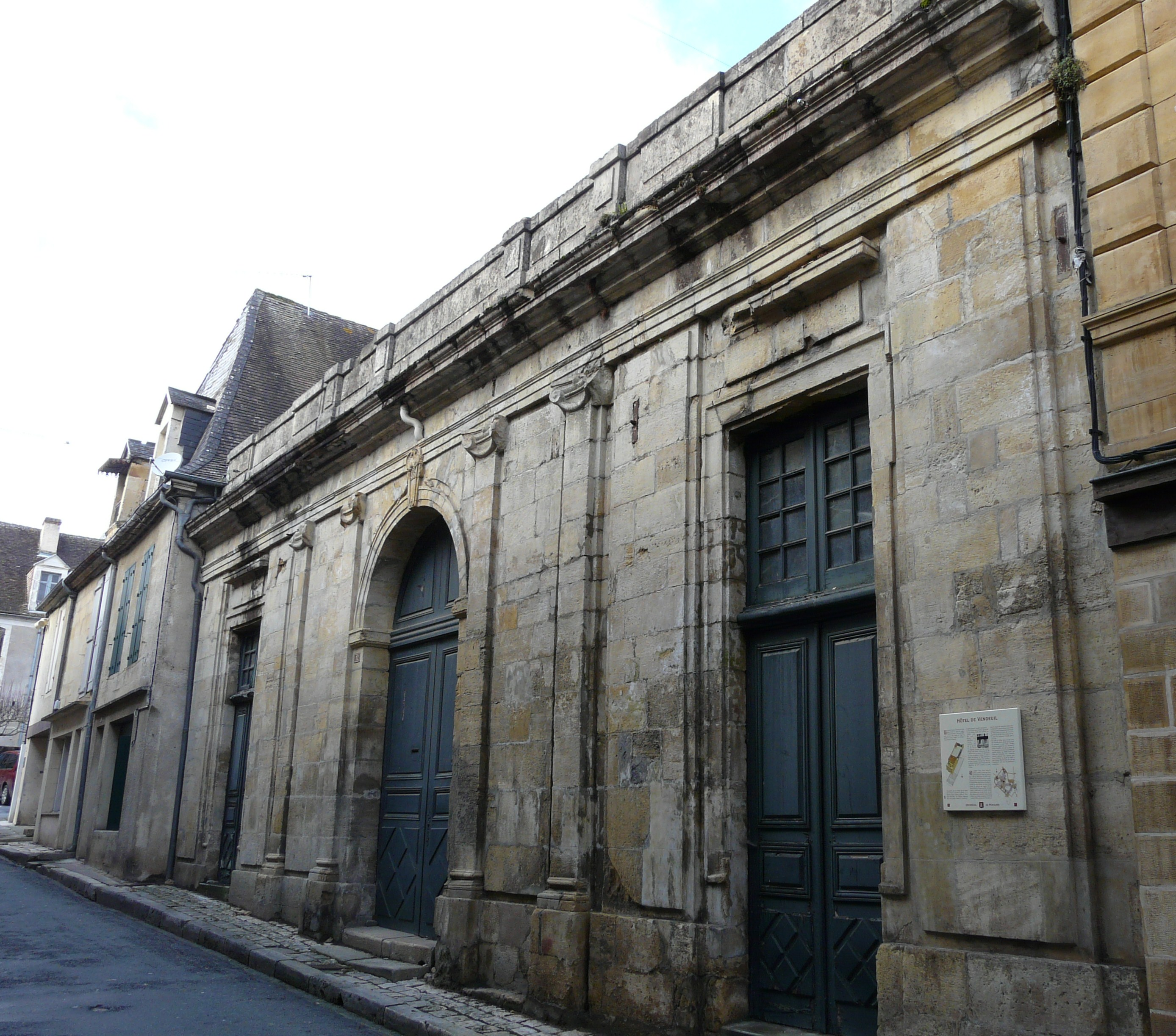
Отель Вандёй
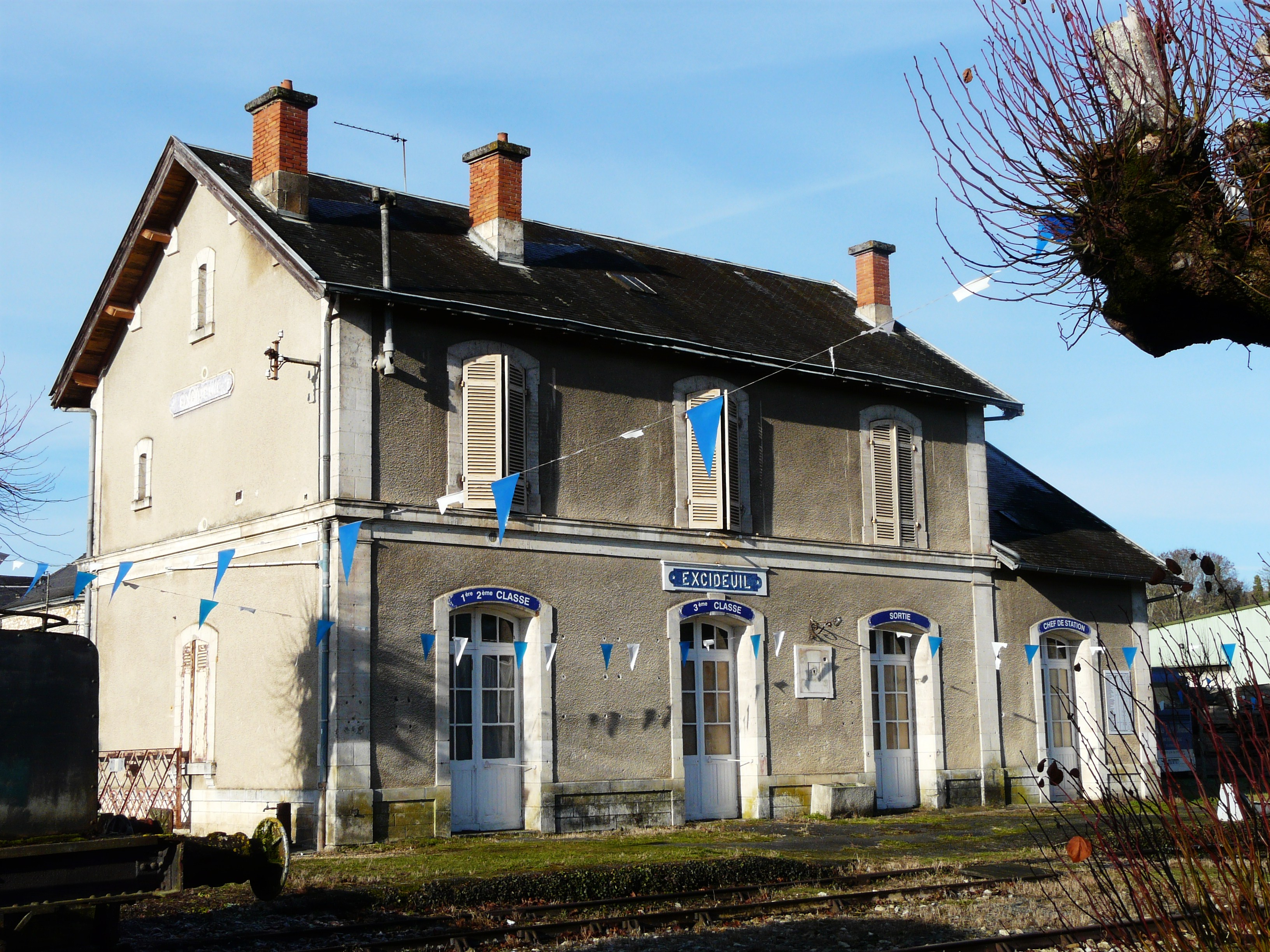
Вокзал
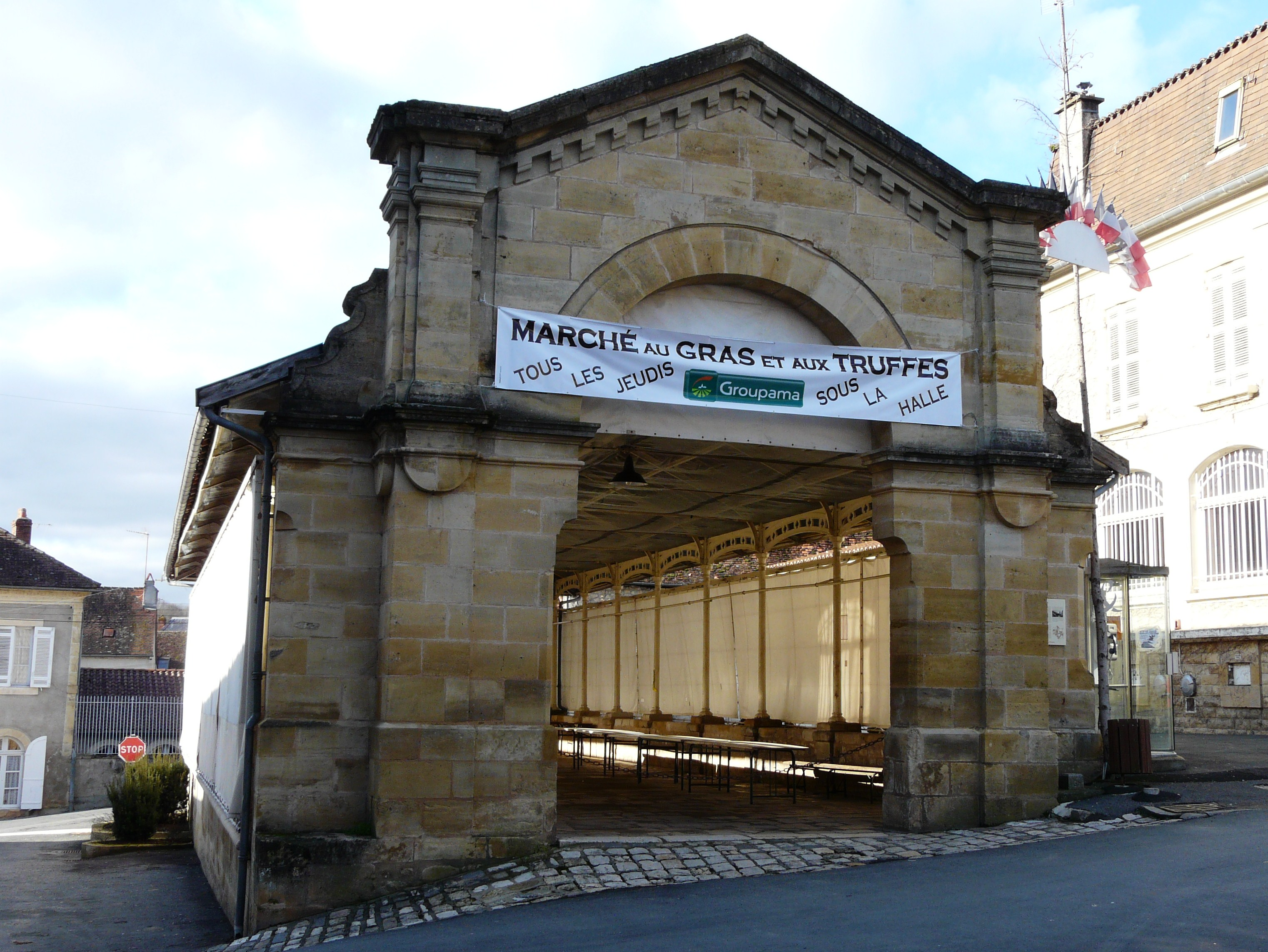
Крытый рынок
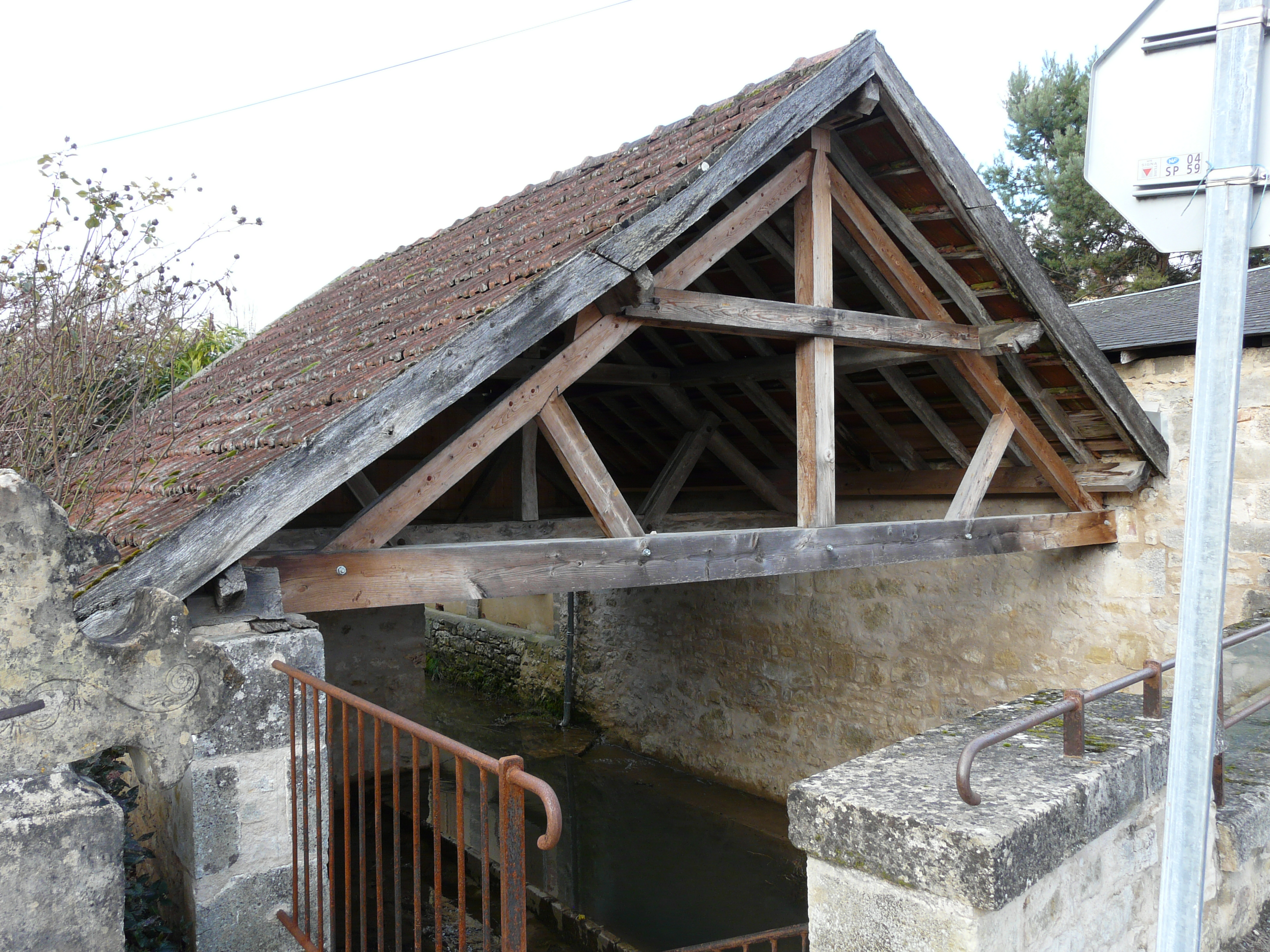
Общественная прачечная
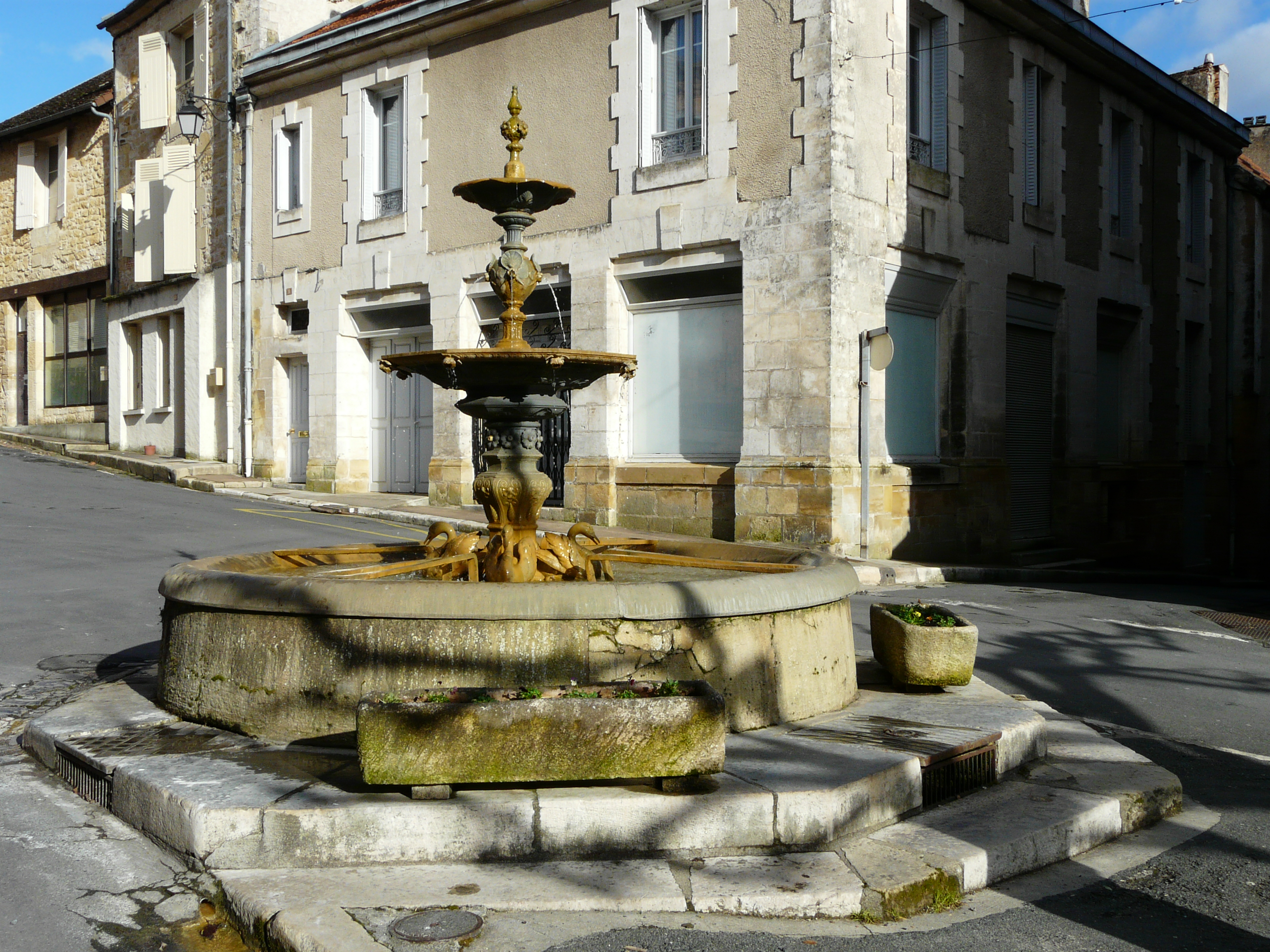
Фонтан Бюго
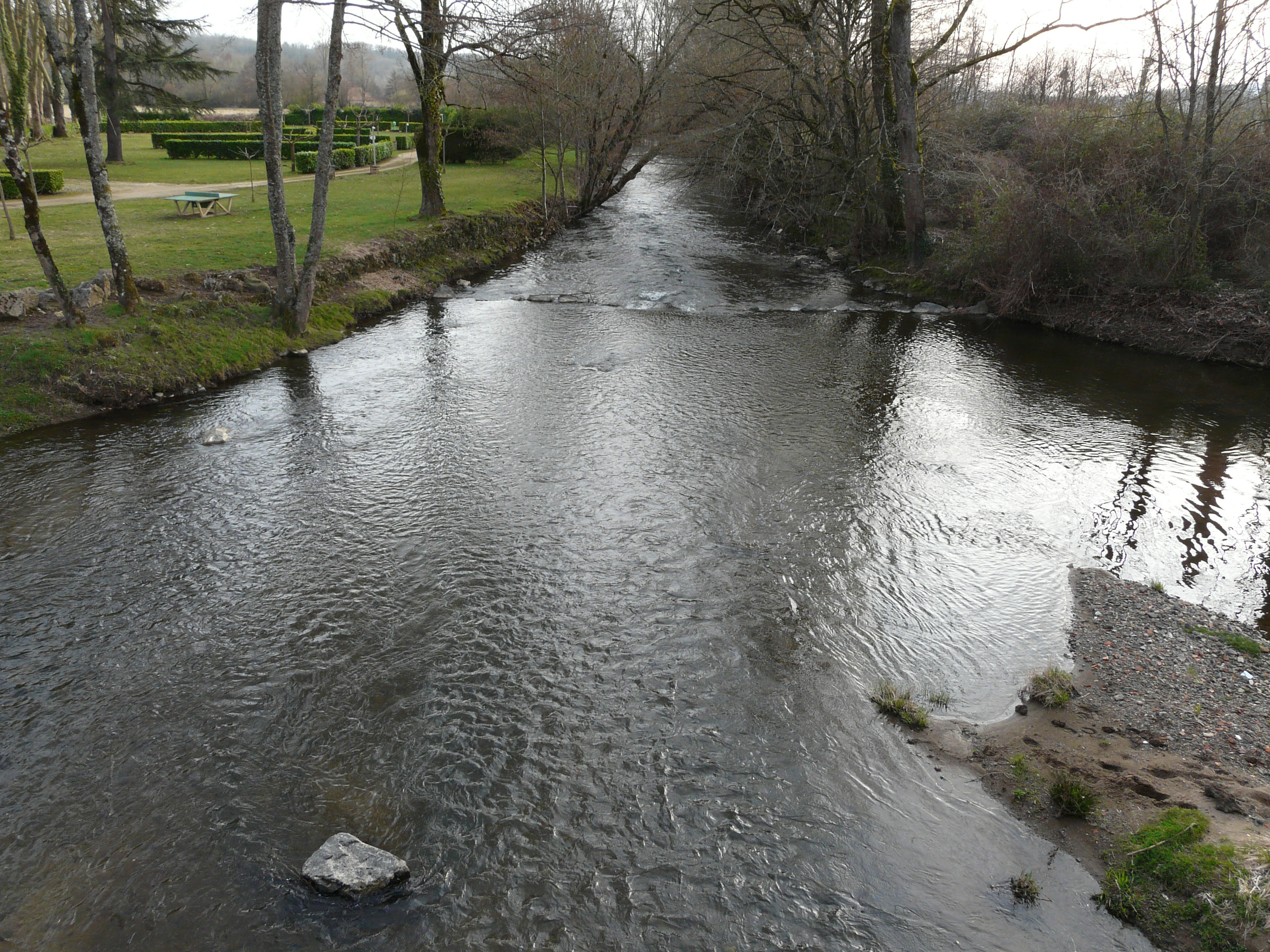
Река Лу